# Loudoun County
Das Loudoun County ist ein County im US-Bundesstaat Virginia der Vereinigten Staaten. Am 1.  April 2020 lebten hier 420.959 Einwohner. Der Verwaltungssitz (County Seat) ist Leesburg. Laut dem US Census Bureau ist Loudoun County mit einem mittleren Haushaltseinkommen von 142.229 US-Dollar das reichste County in den Vereinigten Staaten.

## Geographie
Das Loudoun County liegt im Nordosten von Virginia unweit von Washington DC. Es grenzt im Norden an Maryland sowie im Westen an West Virginia und hat eine Fläche von 1350 Quadratkilometern, wovon drei Quadratkilometer Wasserfläche sind. Im Uhrzeigersinn grenzt es an die Countys Fairfax, Prince William, Fauquier und Clarke.

## Geschichte

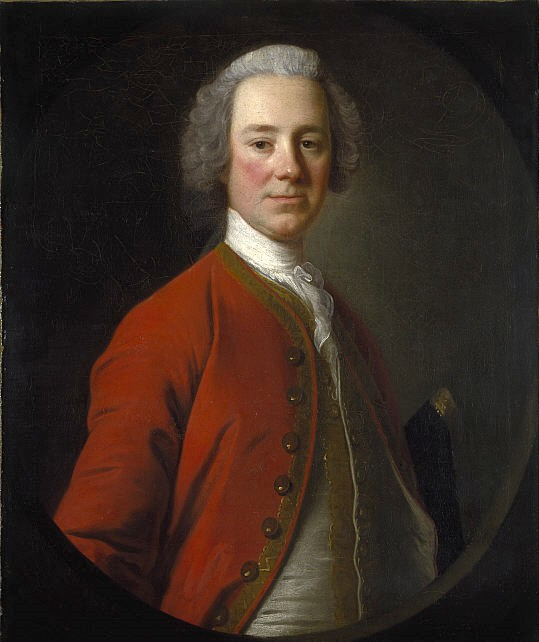
John Campbell, 4. Earl of Loudoun

Gebildet wurde es am 17. Mai 1757 aus Teilen von Fairfax County. Benannt wurde es nach John Campbell, dem 4. Earl of Loudoun und Gouverneur von Virginia in der Zeit von 1756 bis 1759.
Die europäische Besiedlung begann in den 1720er und 1730er Jahren mit Quäkern, Iro-Schotten und Deutschen, die aus Pennsylvania zuwanderten sowie Engländern und Sklaven aus Tidewater, den küstennahen Gebieten Virginias. Zur Zeit der Revolution war Loudoun bereits der bevölkerungsreichste Bezirk von Virginia. Während des Amerikanischen Bürgerkrieges fanden einige kleinere Schlachten in Loudoun statt. Im Jahre 1962 wurde der Washington Dulles International Airport, der auf der Grenze der Countys Loudoun und Fairfax liegt, in Betrieb genommen. Seitdem haben sich unzählige Firmen (darunter AOL und Verizon) in dem bis dahin ländlichen Bezirk niedergelassen. Infolgedessen gehört Loudoun seit zirka 20 Jahren zu den Countys mit der am schnellsten wachsenden Bevölkerung in den ganzen USA. Geht man von der Bevölkerungsschätzung für 2005 aus, so hat sich die Einwohnerzahl seit 1990 fast verdreifacht. Dies wird nicht nur positiv gesehen: Zwar ist das Angebot an Arbeitsplätzen insbesondere im Dienstleistungsbereich so gut wie kaum irgendwo sonst, andererseits steigt damit auch die Zersiedlung der Landschaft.
Im County liegen sechs National Historic Landmarks. 86 Bauwerke und Stätten des Countys sind insgesamt im National Register of Historic Places eingetragen (Stand 14. März 2018).

## Demografische Daten

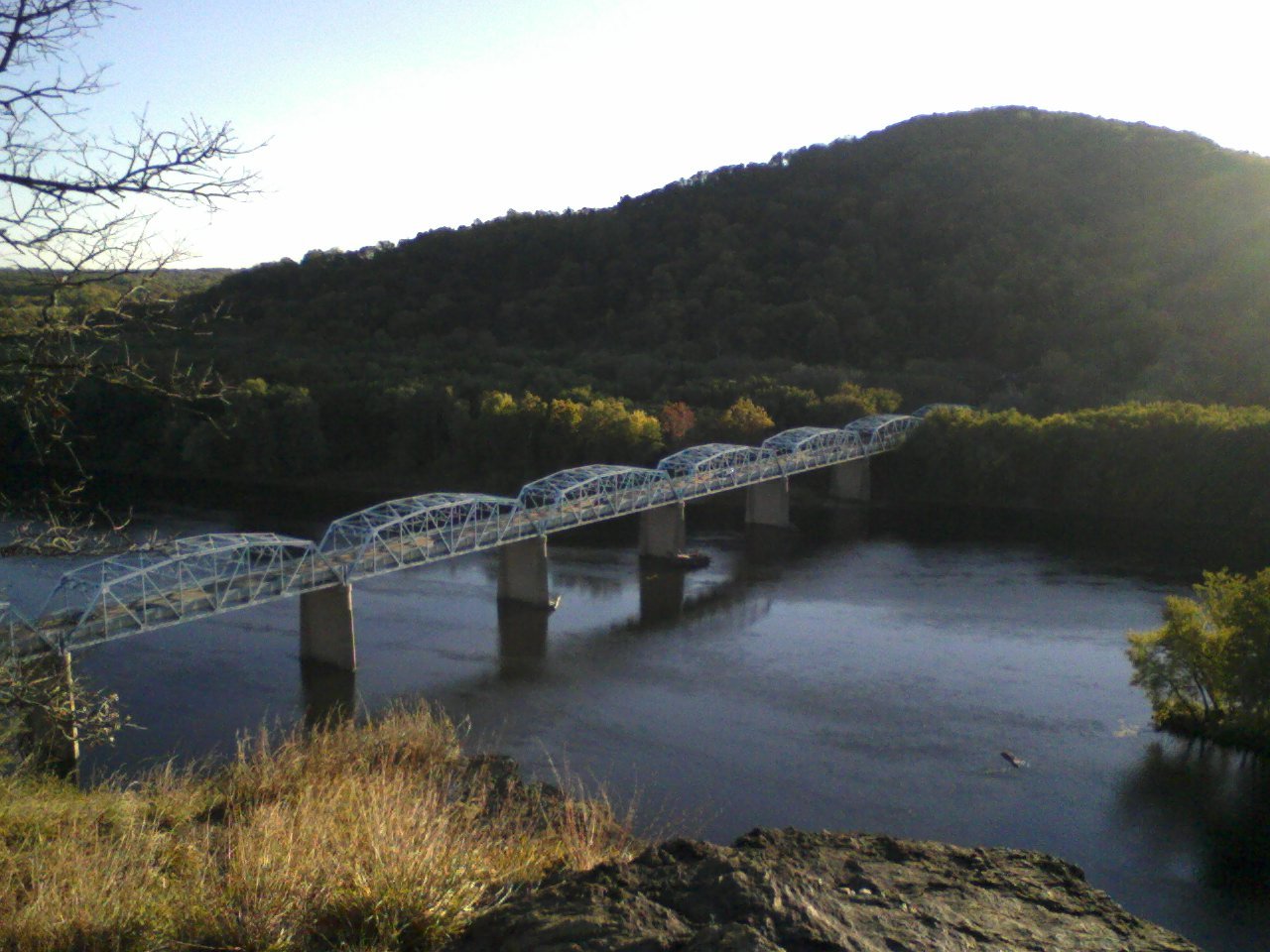
Der Furnace Mountain, südlich des Potomac Rivers

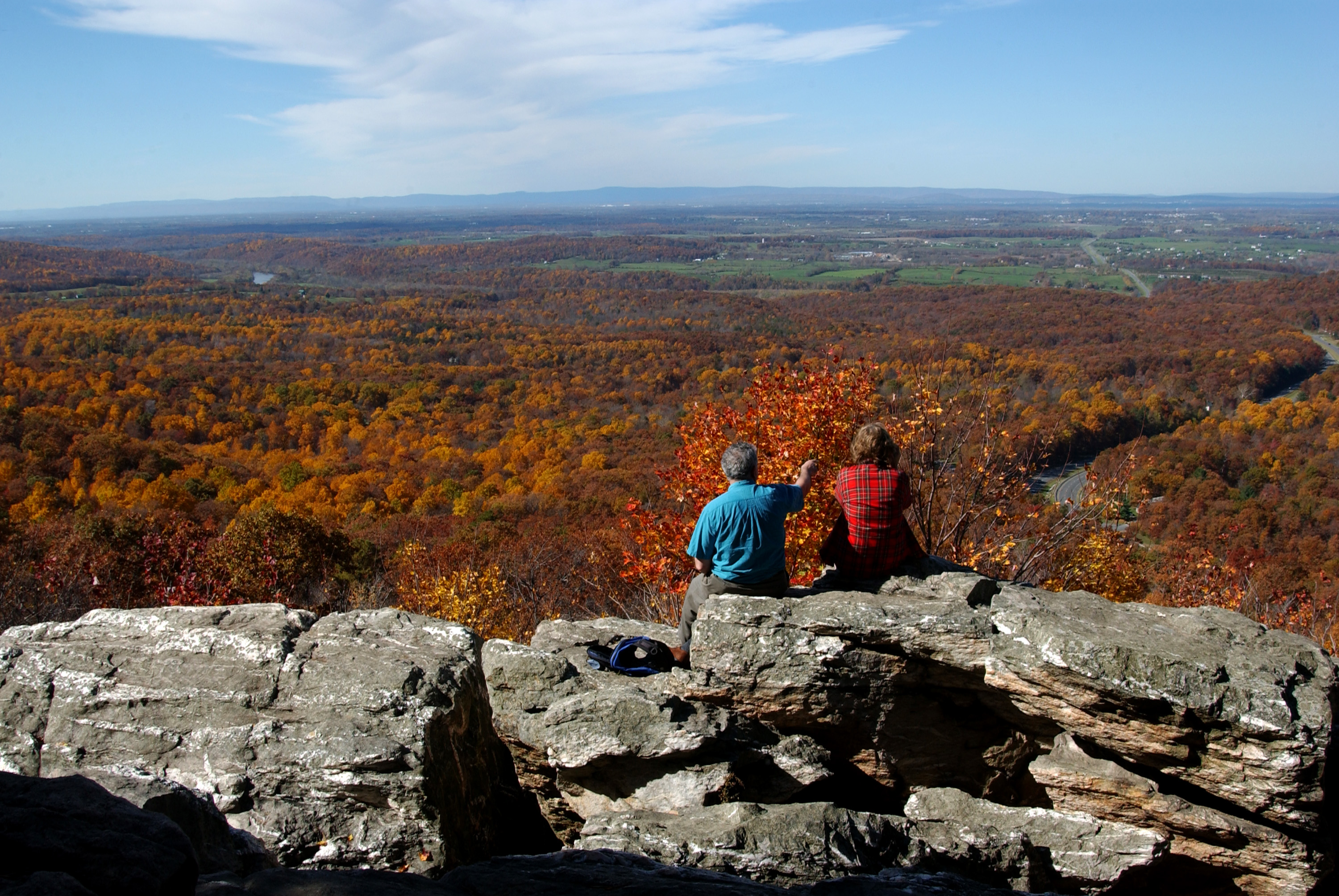
Das Shenandoah Valley

Alterspyramide des Loudoun County

Nach der Volkszählung im Jahr 2000 lebten im Loudoun County 169.599 Menschen in 59.900 Haushalten und 45.044 Familien. Die Bevölkerungsdichte betrug 126 Einwohner pro Quadratkilometer. Ethnisch betrachtet setzte sich die Bevölkerung zusammen aus 82,79 Prozent Weißen, 6,89 Prozent Afroamerikanern, 5,35 Prozent Indianer, 0,21 Prozent Asiatischen Amerikanern, 0,06 Prozent Pazifischen Insulanern und 2,26 Prozent aus anderen ethnischen Gruppen; 2,44 Prozent stammten von zwei oder mehr Ethnien ab. 5,95 Prozent der Bevölkerung waren Hispanics oder Latinos.
Von den 59.900 Haushalten hatten 43,1 Prozent Kinder und Jugendliche unter 18 Jahre, die bei ihnen lebten. 64,3 Prozent waren verheiratete, zusammenlebende Paare, 7,8 Prozent waren allein erziehende Mütter, 24,8 Prozent waren keine Familien, 18,4 Prozent waren Singlehaushalte und in 3,7 Prozent lebten Menschen im Alter von 65 Jahren oder darüber. Die Durchschnittshaushaltsgröße betrug 2,82 und die durchschnittliche Familiengröße lag bei 3,24 Personen.
Auf das gesamte County bezogen setzte sich die Bevölkerung zusammen aus 29,8 Prozent Einwohnern unter 18 Jahren, 5,7 Prozent zwischen 18 und 24 Jahren, 38,9 Prozent zwischen 25 und 44 Jahren, 20,0 Prozent zwischen 45 und 64 Jahren und 5,6 Prozent waren 65 Jahre alt oder darüber. Das Durchschnittsalter betrug 34 Jahre. Auf 100 weibliche Personen kamen 97,8 männliche Personen. Auf 100 Frauen im Alter von 18 Jahren oder darüber kamen statistisch 95,5 Männer.
Das jährliche Durchschnittseinkommen eines Haushalts betrug 80.648 USD, das Durchschnittseinkommen der Familien betrug 88.387 USD. Männer hatten ein Durchschnittseinkommen von 58.869 USD, Frauen 40.107 USD. Das Prokopfeinkommen betrug 33.530 USD. 2,8 Prozent der Bevölkerung und 1,7 Prozent der Familien lebten unterhalb der Armutsgrenze. Davon waren 2,6 Prozent Kinder oder Jugendliche unter 18 Jahre und 4,7 Prozent waren Menschen über 65 Jahre.

## Wirtschaft
Das ursprünglich ländliche Loudoun County wächst seit den 1980er Jahren stark. Es verfügt über eine eigenständige Dienstleistungswirtschaft. Die Welthauptquartiere einiger High-Tech und internetbezogener Firmen, unter anderem Verizon Business, Orbital Sciences Corporation, und AOL befinden sich in Loudoun. Das County hat finanziell sehr vom Washington Dulles International Airport profitiert, der sich größtenteils in Loudoun entlang der Grenze zu Fairfax County befindet. Mit einem durchschnittlichen Einkommen von über 107.000 $ pro Haushalt (2008) gehört Loudoun County außerdem zu den wohlhabendsten Bezirken der gesamten USA. Im Westen des Countys hat sich bislang dagegen eine starke ländliche Wirtschaft erhalten. Die Reitsportindustrie erreicht geschätzte 78 Millionen US-Dollar Einkommen. Im Morven Park International Equestrian Center werden nationale Reitbewerbe abgehalten. Loudoun verfügt über 19 Weingüter und über 24 Farmen.

## Verkehr
Innerhalb des County verkehrende Busse (Local Bus Service) sind seit 2025 kostenlos.

## Kreispartnerschaft
Seit 2006 besteht eine Partnerschaft mit dem hessischen Main-Taunus-Kreis.

## Städte

### Freie Städte
| - Hamilton - Hillsboro - Leesburg - Lovettsville | - Middleburg - Purcellville - Round Hill |

### Regionen
| - Airmont - Aldie - Arcola - Ashburn - Belmont - Bloomfield - Bluemont - Brambleton | - Britain - Broadlands - Conklin - Dover - Dulles - Elvan - Eubanks - Gleedsville | - Georges Mill - Gilberts Corner - Howardsville - Lansdowne - Leithtown - Lincoln - Loudoun Heights - Lucketts | - Morrisonville - Neersville - Oatlands - Paeonian Springs - Philomont - Potomac Falls - River Creek - Ryan | - Saint Louis - South Riding - Sterling - Sterling Park - Stone Ridge - Sycolin - Taylorstown - Trapp | - Unison - Virts Corner - Waterford - Waxpool - Wheatland - Willard - Willisville - Woodburn |